# Ferien im Koma
Der Roman Ferien im Koma ist der zweite Teil der Marc-Marronnier-Trilogie des französischen Schriftstellers Frédéric Beigbeder, erschienen 1994, deutsche Übersetzung 2002.

## Handlung
Marc Marronnier, der Protagonist aus dem ersten Teil Memoiren eines Sohnes aus schlechtem Hause, schildert hier im Stundentakt seine Erlebnisse als Reporter bzw. Lebemann in der Pariser Partyszene; in diesem Fall die Eröffnung des Nachtclubs "Das Klo". Der Roman Die Liebe währt drei Jahre ist der Schlussteil dieser Trilogie.

## Ausgaben

### Deutsch
- Ferien im Koma. Rowohlt, Reinbek 2002, ISBN 978-3-499-23191-9.
- Die wilden Jahre. Die Marc-Marronnier-Trilogie: Memoiren eines Sohnes aus schlechtem Haus. Ferien im Koma. Die Liebe währt drei Jahre. Rowohlt, Reinbek 2004, ISBN 978-3-499-23679-2.

### Französisch
- Frédéric Beigbeder: Vacances dans le coma. Grasset, Paris 2001, ISBN 2-246-48291-7.